# Ибови, Франсуа
Франсуа Ибови (фр. François Ibovi) — конголезский политик, министр правительства Республики Конго. Тесно связанный с президентом Дени Сассу-Нгессо, он был министром связи с 1997 по 2002 год, министром территориального управления с 2002 по 2007 год, первым вице-председателем Национального собрания с 2007 по 2012 год и министром здравоохранения с 2012 по 2016 год.

## Биография
Этнический мбоши. Родился в городе Эду, расположенном в районе Ойо департамента Кювет на севере страны. В этом же городе родился президент Конго Дени Сассу-Нгессо. В 1970-е годы изучал журналистику в Советском Союзе, в Московском государственном университете. После возвращения на родину возглавил Союз конголезской социалистической молодежи и в 1977 году вступил в Конголезскую партию труда. Работал на национальном телевидении в качестве журналиста в течение 1980-х годов. Летом 1992 года впервые избран в Национальное собрание в качестве депутата от избирательного округа Ойо.
Во время гражданской войны в Конго Ибови был пресс-секретарём Сассу-Нгессо. После возвращения Сассу-Нгессо к власти в октябре 1997 года 2 ноября 1997 года Ибови был назначен министром связи и официальным пресс-секретарём правительства. Когда в декабре 1998 года повстанцы, верные Бернарду Колеласу, попытались захватить столицу Браззавиль, Ибови опроверг утверждение Колеласа о том, что повстанцы фактически контролируют город, заявив, что Колелас заблуждается и что армия одерживает верх. В правительстве, созданном 12 января 1999 года, Ибови сохранил посты министра связи и официального пресс-секретаря, в дополнение к которым был назначен представителем правительства в парламенте.
На парламентских выборах 2002 года Ибови вновь был избран в Национальное собрание как депутат Конголезской партии труда от округа Ойо. Он был единственным кандидатом и победил в первом туре, набрав 100 % голосов. Состоявшиеся в 2002 году выборы завершили переходный процесс, начатый в 1997 году, и 9 августа 2002 года Сассу-Нгессо официально объявил, что переходный период завершился. По этому поводу Ибови сказал, что ситуация в Республике Конго значительно улучшилась с 1997 года, превратив её из «хаоса... в спокойную и пригодную для жизни страну». Ибови остался в правительстве после выборов: 18 августа 2002 года он был назначен министром территориального управления и децентрализации. В этой должности он проработал более пяти лет.
Критика, связанная с проведением первого тура парламентских выборов 2007 года, побудила Ибови отстранить 28 июня 2007 года от должности генерального директора по вопросам выборов Армана Бабутилу за предполагаемую халатность при проведении выборов. На место Бабутилы для проведения второго тура выборов был назначен Гастона Ололо. Эрве Амбруаз Малонга, выступивший от лица партий, призывавших к бойкоту выборов, сказал, что ответственность на себя должны взять должностные лица более высокого уровня, и призвал к отставке Ибови и председателя избирательной комиссии.
На выборах 2007 года Ибови снова был избран в Национальное собрание в качестве депутата Конголезской партии труда от округа Ойо, получив 99 % голосов. Когда 4 сентября 2007 года Национальное собрание открыло новую парламентскую сессию, Ибови был избран первым вице-председателем. Он получил 122 голоса от 129 проголосовавших депутатов. После избрания на пост в Бюро Национального собрания Ибови по закону терял влиятельный пост в правительстве; некоторые считали, что президент Сассу-Нгессо понизил статус Ибови в наказание за широко критикуемое управление выборами. В конечном итоге, пост министра территориального управления в правительстве, созданном 30 декабря 2007 года, получил Раймонд Мбулу.
На Шестом внеочередном Конгрессе Конголезской партии труда, состоявшемся в июле 2011 года, Ибови был переизбран в Политическое бюро, состоящее из 51 члена. На парламентских выборах 2012 года кандидатом от партии в округе Ойо стал не Ибови, а Дени-Кристель Сассу-Нгессо, сын президента республики. Таким образом, Ибови остался без места в Национальном собрании, но 25 сентября 2012 года президент Сассу-Нгессо назначил его министром здравоохранения и народонаселения.
31 мая 2013 года Ибови объявил о новом антитабачном законе, который был направлен на искоренение курения в общественных местах, запрет рекламы табачных изделий и предотвращение продажи табачных изделий детям, беременным женщинам и лицам, страдающим психическими заболеваниями. Обнародование закона было приурочено ко Всемирному дню без табака.
20—25 июня 2013 года Ибови посетил Кубу, по его словам, для изучения кубинской системы здравоохранения. Находясь на Кубе, он подписал соглашение, согласно которому 14 кубинских врачей должны были приехать в Республику Конго. Он также встретился с президентом Кубы Раулем Кастро, которому передал письмо от президента Сассу-Нгессо, и посетил медицинские учреждения. Он снова посетил Кубу 25—31 октябрь 2013 года, во время визита подписав соглашение с кубинской промышленной группой Labiofam в рамках стратегии по борьбе с малярией. Соглашения предусматривали строительство завода по производству пестицидов и поставку биологических ларвицидов в Республику Конго.
В ответ на вспышку вируса Эбола в Западной Африке в 2014 году правительство разработало план борьбы с возможным распространением вируса в Конго. 30 сентября 2014 года Ибови поблагодарил правительство Китая за оказание существенной помощи в предотвращении вспышки лихорадки Эбола в Конго и тепло рассказал о хороших отношениях между двумя странами.
После победы Сассу-Нгессо на президентских выборах в марте 2016 года Ибови был уволен из правительства 30 апреля 2016 года. Преемницей Ибови в качестве министра здравоохранения стала Жаклин Лидия Миколо, назначенная на должность 6 мая 2016 года.
2 августа 2021 года Франсуа Ибови был назначен Чрезвычайным и Полномочным Послом Республики Конго в Габонской Республике.